# Anggisu Barbosa
Anggisu Correia de Almeida Barbosa, né le 16 mars 1993 à Dili (Timor oriental), est un footballeur international est-timorais, qui évolue au poste d'attaquant à l'Académica FC.

## Biographie

### Carrière en sélection
Il joue son premier but avec le Timor oriental à 15 ans le 19 octobre 2008 face au Cambodge dans le cadre des éliminatoires de l'AFF Suzuki Cup 2008. A l'occasion de ce match, il marque aussi son premier but avec sa sélection (match nul 2-2 à Phnom Penh).